# The Decemberists
The Decemberists es una banda estadounidense de indie rock formada en 2000 en Portland, Oregón. 
Su nombre deriva de la Revuelta Decembrista de 1825 en Rusia, y la temática de sus canciones normalmente trata de historias y personajes ficticios, normalmente mezclando hechos históricos y siempre manteniendo una línea narrativa en cada una de sus canciones.

## Historia
Constituidos formalmente en 2001, y con una formación diferente a la actual, The Decemberists publicó su primer álbum el 4 de marzo del mismo año, presentando una propuesta original, pero comparada hasta hoy con agrupaciones de su misma escena como Neutral Milk Hotel. 
Poco tiempo después de publicado, Kill Rock Stars se convirtió en su sello discográfico durante casi 4 años, y con el cual lograron lanzar los exitosos álbumes Her Majesty the Decemberists, Picaresque y una reedición de Castaways and Cutouts. 
Ya a finales del 2005, firmaron con Capitol Records, convirtiéndose esta en su nueva casa discográfica y con la cual lograron publicar su álbum, The Crane Wife.
Una de las particularidades de la banda es que todos los dibujos e ilustraciones que aparecen en sus trabajos son dibujados por Carson Ellis, la novia de Colin Meloy (el vocalista de la banda). 
En julio de 2007, la banda se embarcó en una gira con acompañamiento orquestal completo. El 7 de julio, actuaron en el histórico escenario del Hollywood Bowl por primera vez, acompañados por la Orquesta Filarmónica de Los Ángeles y el 23 de julio actuaron junto a la Orquesta Sinfónica de Atlanta en el legendario Anfiteatro Chastain Park en Atlanta. En marzo de 2009 publicaron el álbum The Hazards of Love en el que contaron con múltiples colaboraciones, entre las que se contaban las de Shara Worden (My Brightest Diamond), Becky Stark (Lavender Diamond), Jim James (My Morning Jacket) y Rebecca Gates (The Spinanes).
El 4 de septiembre de 2010, la banda abrió para Neko Case y el cabeza de cartel, Bob Dylan, en la primera jornada del Festival de Música y Artes Bumbershoot en Seattle. Allí anunciaron que estaban terminando la grabación de un nuevo álbum y estrenaron tres de sus temas. The King Is Dead fue lanzado el 14 de enero de 2011, con Peter Buck de R.E.M. contribuyendo con la instrumentación de tres de sus canciones. El tema "Down by the Water", lanzado a través del sitio oficial de la banda el 2 de noviembre, sería posteriormente nominada a Mejor Canción de Rock en la 54ª edición de los Premios Grammy. The King Is Dead debutó en el número 1 del Billboard 200 en los Estados Unidos tras su lanzamiento. Meloy anunció, que el grupo tomaría una pausa de varios años una vez que terminara la gira de promoción del álbum. Para culminar este período de actividad, la banda lanzó el EP, Long Live the King el 1 de noviembre de 2011, así como un álbum en vivo de su gira por The King is Dead titulado We All Raise Our Voices to the Air. Además, la banda grabó una canción para la banda sonora de la película Los juegos del hambre, llamada "One Engine". 
Durante la pausa, el guitarrista Chris Funk y el bajista Nate Query formaron el proyecto musical paralelo, Black Prairie, una banda de fusión folk a la que se unieron la acordeonista y el batería de The Decemberists, Jenny Conlee y John Moen, la cantante y violinista Annalisa Tornfelt de Bearfoot y el guitarrista Jon Neufeld de Dolorean.
La pausa concluyó oficialmente el 5 de marzo de 2014, con el anuncio de dos conciertos como cabezas de cartel en Portland, los primeros shows de la banda en tres años. El 24 de abril, la banda actuó en el final de la temporada 6 de la serie de comedia de NBC Parks and Recreation. El 3 de noviembre de 2014, se lanzó "Make You Better", el primer sencillo del nuevo álbum de la banda, What a Terrible World, What a Beautiful World, que fue lanzado el 20 de enero de 2015. El 9 de octubre de 2015, la banda publicó un EP de cinco temas a partir de pistas sobrantes grabadas durante las sesiones de What a Terrible World, What a Beautiful World titulado Florasongs. El 17 de enero de 2018, la banda anunció el nuevo álbum I'll Be Your Girl, lanzado el 16 de marzo.

## Miembros
- Colin Meloy (vocalista, guitarra)
- Chris Funk (guitarra, multinstrumentista)
- Jenny Conlee (acordeón, piano, teclado, melódica)
- Nate Query (bajo)
- John Moen (batería, melódica)

## Discografía

### Álbumes
- 2002: Castaways and Cutouts (Hush Records-Kill Rock Stars).
- 2003: Her Majesty the Decemberists (Kill Rock Stars).
- 2005: Picaresque (Kill Rock Stars).
- 2006: The Crane Wife (Capitol Records).
- 2009: The Hazards of Love (Capitol Records).
- 2011: The King is Dead (Capitol Records).[2]
- 2015: What a Terrible World, What a Beautiful World (Capitol Records)
- 2018: I'll Be Your Girl (Capitol Records)
- 2024: As It Ever Was, So It Will Be Again (YABB Records)

### EP
- 5 )Songs (2001, independiente).
- The Tain (4 de marzo de 2004, Acuarela Discos).
- Picaresqueties (13 de septiembre de 2005, Kill Rock Stars).
- Long Live the King (1 de noviembre de 2011, 	Capitol Records).
- Traveling on (14 de diciembre de 2018).

### Sencillos
- "Billy Liar" (14 de septiembre de 2004, Kill Rock Stars).
- "16 Military Wives" (21 de noviembre de 2005, Kill Rock Stars).
- "O Valencia!" (19 de septiembre de 2006, Kill Rock Stars).
- "Calamity Song" (2011)
- "This Is Why We Fight" (2011)
- "Make You Better" (2014)